# John Kelvin Koelsch

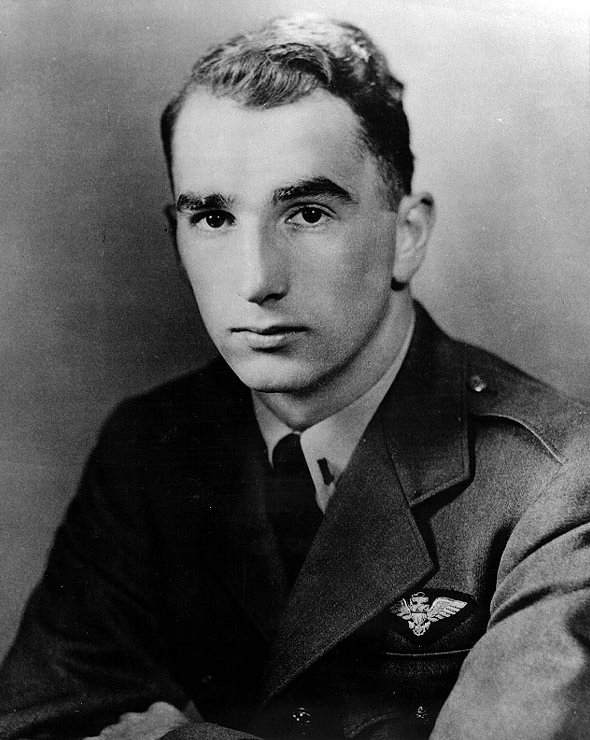
John K. Koelsch

John Kelvin Koelsch (* 22. Dezember 1923 in London; † 16. Oktober 1951 in koreanischer Gefangenschaft) war ein US-amerikanischer Soldat und Rettungspilot im Range eines Leutnants.

## Leben
Er absolvierte die Princeton University im Jahr 1942 und trat am 14. September desselben Jahres in die Dienste der U.S. Naval Reserve als Flugkadett ein.  In Fort Lauderdale versah er seinen Dienst in der Staffel 15 und Torpedostaffel 97 und 18, in Letzterer als leitender Offizier. Er stieg am 1. August 1946 in den Rang eines Leutnants (lieutenant junior grade) auf  und wurde zwei Monate später zur US-amerikanischen Marine  versetzt.
Nach einer erneuten Weiterbildung an der Princeton University im Mai 1948 wurde er im Februar 1949 bei einer Torpedoeinheit in Quonset Point, Rhode Island eingesetzt.
Nach Ausbruch des Koreakrieges wurde er im August 1950 Mitglied der Hubschraubereinheit 1 in Miramar in Kalifornien. Als verantwortlicher Offizier begleitete er den Flugzeugträger  USS Princeton (CV-37) zur Ostküste Koreas. Er brachte mehrere erfolgreiche Rettungsflüge abgeschossener Piloten hinter sich.
Am Nachmittag des 3. Juli 1951 wurden Koelsch und sein Copilot Neal zu einem Freiwilligeneinsatz berufen, der sie mit ihrem Hubschrauber zu einer Rettungsaktion tief auf nordkoreanisches Gebiet führen sollte: 56 Kilometer südwestlich von Wonsan war zuvor der Pilot James V. Wilkins mit seinem schweren Jagdflugzeug abgeschossen worden.

Trotz der aufkommenden Dunkelheit, sich verschlechterndem Wetter und Unterbeschussnahme vom Boden konnte Lt. Koelsch den notgelandeten Piloten orten und ein Manöver zur Rettung einleiten. Dichter Nebel verhinderte allerdings Feuerschutz der begleitenden Jagdflugzeuge und so wurde, während Copilot Neal den verletzten Piloten mit dem Seilzug heraufholte, der Hubschrauber durch feindliches Feuer zur Landung gezwungen und die gesamte Besatzung durch nordkoreanische Soldaten gefangen genommen.
Während der gesamten Gefangenschaft soll Koelsch trotz brutaler Schläge und weiterer Misshandlungen angeblich keine Informationen preisgegeben haben. Dadurch sollen seine Mitgefangen ermutigt worden sein es ihm gleichzutun.
Während Copilot Neal überlebte, starb Koelsch dort an Mangelernährung und einer Ruhrinfektion am 16. Oktober 1951.

## Ehrungen
Koelsch wurde 1955 postum die Medal of Honor verliehen, die höchste militärische Auszeichnung der amerikanischen Regierung. Er wurde auf dem amerikanischen Arlington National Cemetery beigesetzt. Sein Grab befindet sich in Sektion 30, Grabstelle 1123-RH. Nach John Kelvin Koelsch wurde 1965 eine amerikanische Fregatte benannt, die USS Koelsch.